# مجلس نواب مينيسوتا
مجلس نواب مينيسوتا (بالإنجليزية: Minnesota House of Representatives)‏ هو مجلس النواب التشريعي لولاية مينيسوتا الأمريكية، ويتكون من 134 مقعداً، وهو المجلس الأدنى في كونغرس مينيسوتا.

## طالع أيضًا
- كونغرس مينيسوتا